# Торрико, Уаскар
Уа́скар Таборга Торри́ко (исп. Huáscar Taborga Torrico; 22 ноября 1930, Кочабамба — 20 октября 2012) — боливийский юрист, социолог, педагог и писатель
, министр иностранных дел Боливии (1971).

## Биография
Родился в обеспеченной семье. Получил образование в области социальных наук, права и политики в Университете Сан-Симон в Кочабамбе.
- 1956—1965 гг. работал учителем и научным сотрудником Университета Кочабамбы, одновременно в 1959—1965 гг. — директор института социальных, правовых и политических исследований,
- 1965—1969 гг. — в боливийском Католическом университете (Ла-Пас),
- 1968—1969 гг. — вице-канцлер университета,
- 1970—1971 гг. — министр образования и культуры, осуществлял реформу образования в социально-ориентированной военной администрации президента Хуана Хосе Торреса на фоне «Университетской революции»,
- 1971 г. — министр иностранных дел и культа Боливии, покинул должность после государственного переворота в августе того же года.
- 1971 г. покидает Боливию и переезжает в Сантьяго-де-Чили, где становится профессором Латиноамериканского факультета общественных наук, оставаясь в этой стране до переворота 1973 г. Затем переезжает в Перу, где также занимается преподавательской деятельностью,
- 1975—1981 гг. — помощник директора по планированию Национального автономного университета Мексики. Затем — генеральный координатор исследований Национальной ассоциации университетов и высших учебных заведений (ANUIS) в Мехико.

Является автором нескольких романов и учебных пособий. После выхода на пенсию вернулся в родной город Кочабамба.